# WWF SmackDown!
WWF SmackDown! (Exciting Pro Wrestling au Japon) est un jeu vidéo de catch sorti sur PlayStation par THQ et développé par YUKE's Future Media Creators. Il fait partie de la série des WWF SmackDown! basé sur la fédération de la World Wrestling Federation (WWF). Ce jeu était suivi par WWF SmackDown! 2: Know Your Role.
SmackDown! était le premier jeu de la WWF sur PlayStation à être publié par THQ, qui prenait la place de l'ancien éditeur Acclaim.

## Système de jeu
Le changement le plus significatif que les gens ont trouvé avec ce jeu par rapport à son prédécesseur de Acclaim, WWF Attitude, était son style gameplay arcade, et plus rapide. À l'inverse de Attitude qui se basait sur Tekken-ou il faut appuyer sur plusieurs boutons pour les prises les plus simples, SmackDown! avait un système claire pour les prises comme des clés de combinaisons avec le bouton rond pour les prises et le bouton X pour les coups. Une autre nouveauté qui était très bien reçue était le rajout de plusieurs salles dans les coulisses où les catcheurs peuvent se battre, ce qui reflétait le produit à l'époque avec les matchs Hardcore se déroulant dans les coulisses. C'était seulement le deuxième jeu de catch à comprendre ceci à l'époque (WCW Mayhem sorti avant étant le premier). Le jeu comprenait aussi le premier mode saison dans un jeu de la WWF, dans lequel le joueur pouvait participer aux storylines de la WWF.

## Réaction
Malgré toutes les louanges pour le jeu, il y'avait quelques points décevants dans le jeu, particulièrement le mode créer un catcheur. Consistant de seulement quatre créations disponibles pour créer des catcheurs de la tête aux pieds à la base de catcheurs existant ou débloquables, ce mode était considéré comme énormément faible par rapport à Attitude et même l'équivalent de SmackDown! sur N64 WrestleMania 2000.
Un autre point qui a déçu quelques joueurs était les entrées des catcheurs. Plutôt que de montrer les catcheurs entrer sur le ring comme Attitude et WrestleMania 2000, les catcheurs faisaient leur entrée devant l'écran géant. Cependant, avec l'ajout de la puissance de la PlayStation 2, les entrées du jeu étaient améliorées pour une meilleure approche par rapport à d'autres jeux sur les versions suivantes.
Un autre point faible résidait dans le fait que par exemple un catcheur qui recevait un gros coup entraînant un réel dommage, se relevait juste après.